# Ráduly Endre
Ráduly Endre (Kézdiszentlélek, 1927. május 3. – Marosvásárhely, 2006. augusztus 30.) nyelvművelő, tankönyvíró.

## Életútja
A kézdivásárhelyi Nagy Mózes Gimnáziumban érettségizett (1947), a Bolyai Tudományegyetemen magyar nyelv és irodalom szakos oklevelet szerzett (1951). Tanári pályáját a kézdivásárhelyi pedagógiai iskolában kezdte, majd a Magyar Autonóm Tartomány tanügyi osztályán szakfelügyelőként dolgozott (1952–60); Marosvásárhelyen gyakorló tanár a Pedagógiai Főiskolán, ugyanott a Népi Egyetem tanulmányi igazgatója (1981–83). Általános iskolai tanár a nyugalomba vonulásáig.

## Munkássága
A nyelvtanítás módszertana foglalkoztatta. Társszerzője a Beszéd- és íráskészség fejlesztése az V–X. osztályban című tankönyvnek; irányítása mellett készült Az olvasástanítás módszertana az I–IV. osztály számára című tankönyv is (1956). Az olvasás gyakorlatát szolgálták füzetei, amelyekben Mikszáth, Caragiale, Móricz, Sadoveanu műveinek helyes olvasatára buzdít (1956). A Művelődés közli Beszéljünk helyesen! című tanulmányát (1959/4–6). A gondolkodás fejlesztésére külön „feladatlapokat” ajánl a Tanügyi Újságban (1973), ezt javasolja a nyelvtani ismeretek ellenőrzésére egy román módszertani kiadvány magyar nyelvű betétében is (Marosvásárhely 1975).